# Francisco de Melo
Francisco de Melo, född 1597, död 1651, var generalguvernör eller ståthållare i de Spanska Nederländerna 1641–1644.